# Amadou Moutari
Tidjani Amadou Moutari Kalala est un footballeur international nigérien né le 19 janvier 1994 à Arlit. Il évolue au poste de milieu offensif.

## Biographie
Il commence le football dans son quartier à Arlit-Akokan dans la région d'Agadez situé au Niger dans le désert du Sahara. Il est repéré par un entraineur du Arlit Fottbal Club, Frédéric Acosta, qui acheva sa formation jusqu'à ses 17 ans.
Il est repéré par le recruteur du Le Mans Football Club, Franco Torchia, lors d'un match de préparation à la Coupe d'Afrique des nations de football (CAN) entre l'équipe nationale du Niger et une sélection locale de Yaoundé au Cameroun.
Le 19 janvier 2012, il signe un contrat professionnel avec Le Mans FC d'une durée de 3 ans. Quelques jours plus tard, il se blesse gravement sur un tacle de Stéphane N'Guéma lors du match d'ouverture Gabon-Niger. Sa convalescence est évaluée à 6 mois. Il aura disputé en tout 3 minutes de jeu dans cette CAN 2012.
Le 2 juillet 2014, il signe pour le club russe Anji Makhatchkala.

## Palmarès
- Coupe de Hongrie : 2017